# WAFL
WAFL (англ. Write Anywhere File Layout — файловая структура с записью повсюду) — файловая система, используемая в специализированных операционных системах семейства OnTap, применяемых в системах хранения данных компании NetApp.
Система используется не только для сетевых накопителей, но и для организации хранения блочных сетей хранения данных. Как блочное, так и файловое хранение организовано поверх методов управления и адресации данных в WAFL, независимо друг от друга.
Ряд идей WAFL заимствованы в файловой системе ZFS.

## Особенности функционирования
В WAFL используется способ, при котором единожды записанные блоки данных в дальнейшем не перезаписываются, а при необходимости перезаписи блока данных внутри файла, из пула свободных блоков файловой системы выделяются пустые блоки, в которые и направляется запись, после чего в «таблице размещения файлов» переставляется указатель со старых блоков на новый.
Выбранная схема работы обеспечивает высокую производительность при записи, так как нет необходимости производить поиск нужного места и дожидаться позиционирования туда головок жёстких дисков для проведения записи или перезаписи (данные могут записываться «повсюду») появилась возможность записывать «случайные» записи в «последовательном» порядке, что гораздо эффективнее для быстродействия дисков, особенно для задач с большим процентом небольших записей в «случайном» порядке (например, в OLTP-сценариях при работе с базами данных). Также способ организации записи позволяет использовать достаточно простую схему для создания мгновенных снимков состояния данных.
Возможности RAID встроены в WAFL, в частности, это позволило организовать режим записи «полными полосами», и, тем самым, преодолеть такой характерный недостаток RAID с чередованием с чётностью (RAID типов 3, 4, 5 и 6) как медленная «случайная» запись, которая, как правило, втрое медленнее, чем на уровнях RAID без чётности (RAID типов 0, 1, 10). Реализована возможность создать RAID типа 6 («чередование с двойной чётностью»), защищающий от выхода из строя двух дисков одновременно и функционирующий с той же производительностью, что и RAID-5 (в стандартных реализациях RAID-6 на 10—20 % медленнее аналогичного по набору накопителей RAID-5).
Система позволяет использовать технологию тонкого резервирования (англ. thin provisioning), выделяющую пространство хранения по мере его востребования.
Ещё одна возможность, реализованная на уровне файловой — дедупликация.
Системе конструктивно присуща высокая фрагментация записанных данных, для борьбы с нежелательными эффектами в операционных системах NetApp работает специальный фоновый процесс-дефрагментатор.